# Departamentul Sonsonate
Departamentul Sonsonate este una dintre cele 14 unități administrativ-teritoriale de gradul I  ale statului  El Salvador. La recensământul din 2007 avea o populație de 438.960 locuitori. Reședința sa este orașul Sonsonate. A fost fondat în 1824. Zonă agricolă.

## Personalități născute aici
- José Roberto Cea, scriitor.